# Nūn point et rond suscrit
Le nūn point et rond suscrit est une lettre additionnelle de l’alphabet arabe qui est utilisée dans l’écriture du shina en Inde. Elle est composée d’un nūn ‹ ن › diacrité d’un rond suscrit au-dessus du point suscrit. Il n’est pas à confondre avec le nūn rond suscrit ‹  ›.

## Utilisation
Le nūn point et rond suscrit ‹  › est utilisé pour représenter une consonne nasale rétroflexe voisée [ɳ] dans l’orthographe de Masood Samoon pour le shina gurezi dans le Jammu-et-Cachemire en Inde, plutôt écrit avec un nūn petit tāʾ suscrit ‹ ݨ › en shina de Dras ou Kargil dans le Ladakh, ou en shina de Gilgit-Baltistan au Pakistan.
Le clavier virtuel shina de Microsoft SwiftKey utilise la lettre nūn avec un sukūn ‹ نْ ›.